# جاده بزرگ اقیانوسی
جاده بزرگ اقیانوسی (انگلیسی: Great Ocean Road) به طول ۲۴۳ کیلومتر یکی از میراث‌های ملی استرالیا است که در امتداد ساحل جنوب شرقی استرالیا بین شهرهای توروکوای و آلانسفورد در ایالت ویکتوریا کشیده شده‌است. این جاده توسط سربازان بازگشته از جنگ جهانی اول بین سال‌های ۱۹۱۹ تا ۱۹۳۲ ساخته و به سربازان کشته‌شده در این جنگ تقدیم شده‌است و بزرگ‌ترین یادمان جنگ در دنیا به‌شمار می‌رود. این جاده از سرزمین‌های متنوعی در امتداد ساحل می‌گذرد و امکان دسترسی به نقاط شاخص و مهمی مانند ستون‌های سنگی معروف به دوازده حواری را فراهم ساخته‌است. جاده بزرگ اقیانوسی از جاذبه‌های مهم گردشگری در ویکتوریا محسوب می‌شود.